# Petar Zecimir
Petar Zecimir (engl. Peter Rabbit) je američki igrani film iz 2018. godine, temeljen na istoimenu liku koji je stvorila Beatrix Potter, te ga je režirao Will Gluck, dok su scenarij napisali Gluck i Rob Lieber. U filmu glume Rose Byrne i Domhnall Gleeson, a u izvorniku se čuju glasovi Jamesa Cordena, Colina Moodyja, Daisy Ridley, Elizabeth Debicki i Margot Robbie. Glavni lik Peter Zecimira suočen je s problemima, kada [[]]smrt gospodina McGregora dovodi njegova pranećaka u to područje koji ubrzo otkrije nevolje koje Petrova obitelj može izazvati. 
Film je objavljen u Sjedinjenim Američkim Državama 9. veljače 2018. pod mješovitim kritikama i zaradio je 351 milijun dolara širom svijeta. Nastavak je objavljen 9. rujna 2021.

## Radnja
Kada Petar i njegova cijela obitelj preuzmu farmu starog gospodina Gregorca te ju počnu uništavati bacajući voće i povrće na sve strane i praveći nered, na farmu po svoje nasljedstvo dođe mlađi gospodin Tomica Gregorec, koji je daleko bistriji i oštroumniji, za Petra to znači samo dodatni izazov, nikako prestanak zabave. No, mladi Gregorec nije samo nevjerojatan neprijatelj, već i potencijalni suparnik. On se naime zaljubljuje u lokalnu slikaricu Bibu koja je ujedno i zekova surogat majka. Sada Petar ima dvostruko više razloga za otjerati uljeza što na koncu rezultira pravom bitkom, kako za farmu, tako i za naklonost lijepe Bibe. Rivalstvo Petra Zecimira i mladog Tomice odvest će ih u veliku avanturu daleko izvan njihove idilične jezerske četvrti ravno u prometnu londonsku podzemnu željeznicu pa sve do opasnih ulica grada i natrag. Ali na kraju, Petar mora shvatiti da mrkva i slava nikada neće biti važni koliko ljubav i obitelj.

## Glasovi
| Ime               | Engleska inačica  | Hrvatska inačica |
| ----------------- | ----------------- | ---------------- |
| Biba              | Rose Byrne        | Renata Sabljak   |
| Zeko Benjamin     | Colin Moody       | Dušan Bućan      |
| Repkica Zecimir   | Daisy Ridley      | Tihana Lazović   |
| Flopsi Zecimir    | Margot Robbie     | Nina Kaić        |
| Mopsi Zecimir     | Elizabeth Debicki | Hana Hegedušić   |
| Petar Zecimir     | James Corden      | Luka Bulić       |
| Tomica Gregorec   | Domnhall Gleeson  | Franjo Dijak     |
| Gđa. Tika-Pika    | Sia               | Nina Erak-Svrtan |
| Jeremija Ribič    | Domnhall Gleeson  | Gordan Dragić    |
| Gradski miš Ivica | David Wenham      | Mladen Vasary    |
| G. Gregorec       | Sam Neill         | Dušan Gojić      |
| Felix             | Christian Gazal   | Dalibor Petko    |
| Patka Jasmina     | Rose Byrne        | Iva Šulentić     |
| Tomica Jazo       | Sam Neill         | Dražen Bratulić  |
| Blaž              | Ewen Leslie       | Zlatan Zuhrić    |

Ostali glasovi: Ana Begić, Željko Duvnjak, Filip Riđički, Rajana Radosavljev, Filip Križan, Vinko Štefanac, Ronald Žlabur, Bruno Šimleša, Dalibor Petko, Neva Serdarević, Rina Serdarević te Jelena Kuljančić.

## Produkcija
U kolovozu 2016. godine objavljeno je da će Will Gluck režirati film uz scenarij samog Glucka i Roba Liebera, dok je James Corden najavljen kao glas Petera Zecimira uz Rose Byrne kao jednu od živih akcijskih uloga. Daisy Ridley i Elizabeth Debicki pridružile su se glumačkoj postavi u rujnu 2016., a glavno snimanje trebalo je započeti u Sydneyu u Australiji, u siječnju 2017. Sljedeći mjesec, Domhnall Gleeson izabran je za Tomice McGregora, potomka izvornog gospodina McGregora, a Margot Robbie pridružila se glumačkoj postavi, za koju se očekivalo da će tumačiti zečicu, Flopsy. U studenom je Sia dobila ulogu gospođe Tika-Pika. 
18. prosinca 2016. otkrivena je prva slika naslovnog lika, zajedno s logotipom filma. Proizvodnja je započela u prosincu 2016. Gluck je producirao film zajedno sa Zarehom Nalbandianom iz Animal Logic, koji je pružio vizualne efekte i animaciju za film. Posada je dostigla 80 animatora, radeći kao 6 temeljnih timova, svaki s glavnim animatorom i tehničkim animatorom. Akcijske scene uživo snimane su u parku Centennial u Sydneyu. U ožujku 2017. godine snimalo se na centralnom željezničkom kolodvoru u Sydneyu, koji je prikazan kao londonska stanica Paddington, zajedno s napuštenom željezničkom stanicom kao selska stanica. 
Hrvatsku sinkronizaciju izvršila je Livada Produkcija uz pomoć Deluxe Studios. Prijevod dijaloga i režija, Lea Anastazija Fleger.

## Kritike
Na internetskoj stranici Rotten Tomatoes, film ima ocjenu odobrenja od 63% na temelju 145 kritika i prosječnu ocjenu 5,75/10. Kritički konsenzus stranice glasi: "Peter Zecimir ažurira klasične likove Beatrix Potter sa živopisno prihvatljivim rezultatima koji bi trebali zabaviti mlađe gledatelje, istodobno riskirajući bijes purista.". Na Metacritic, film ima ocjenu 51 od 100 na temelju 26 kritičara, što ukazuje na "mješovite ili prosječne kritike". Publika koju je anketirao CinemaScore dala je filmu prosječnu ocjenu "A−" na skali od A do F. 
Olly Richards iz Empire dao je filmu 3 od 5 zvjezdica, hvaleći "sjajnu" animaciju i Gleesonove performanse, iako je smatrao da je Corden pogrešno odabran. Chris Nashawaty iz Entertainment Weekly dodijelio je filmu ocjenu B, rekavši da je "pametan i smiješan i kreće se brzo poput tike na šećeru", napominjući njegove razlike s izvornim materijalom. Robbie Collin za Daily Telegraph dao mu je dvije od 5 zvjezdica, hvaleći "privlačni dvostruki čin" Gleesona i Byrne, ali uspoređujući film s Paddingtonom i kritizirajući karakterizaciju Petera Zecimira. Susan Wloszczyna na RogerEbert.com dodijelila mu je 2 od 4 zvjezdice, složivši se da Peter "prelazi od simpatično šaljive osobe u podrugljivog sadista".
Mark Kermode bio je kritičan prema filmu koji se povezuje s knjigama, rekavši: "Ako ste pročitali knjige bit ćete zgroženi", i dodao: "Mislim da ako možete čitati, vjerojatno ćete biti zgroženi." Otac Jamesa Cordena, Malcolm, požalio se na kritiku i opis svog sina kao "užasno iritantnog".